# Hararghe
Hararghe (ሐረርጌ härärge) oder auch Harerge (Somali: Xararge) war eine Provinz im östlichen Teil von Äthiopien. Ihre Hauptstadt war Harar.
Die Provinz entstand nach der Eroberung und Eingliederung der Stadt Harar in das Kaiserreich Abessinien 1887. In den folgenden Jahrzehnten wurden auch die von Somali-Nomaden bewohnten Tieflandgebiete östlich der Stadt unterworfen und in diese Provinz eingegliedert. Dazu gehörte vor allem auch Ogaden, das Gebiet der Somali vom Clan der Ogadeni-Darod.
Im Jahre 1960 wurde das Gebiet südlich des Shabelle-Flusses als eigene Provinz Bale von Hararghe getrennt. 1987 wurde das verbliebene Hararghe mit der Verfassung der Demokratischen Volksrepublik Äthiopien in die Teilprovinzen Ost- und West-Harerghe und die Autonome Region Dire Dawa zerlegt, der südöstliche Teil wurde der Autonomen Region Ogaden angegliedert.
Mit der Verfassung der Demokratischen Bundesrepublik Äthiopien von 1995 wurde das ehemalige Hararghe zwischen den neuen Regionen Oromia, Somali und Region Harar aufgeteilt.

Historische Provinzen in Äthiopien (im Osten Hararghe)

## Gliederung
Die Provinz war in insgesamt 13 Distrikte (Awrajas) gegliedert:
| - Chercher, Adal und Gara Guracha - Degeh Bur - Dire Dawa, Issa und Gurgura - Gara Muleta - Gode - Gursum - Habro | - Harer Zuriya - Jijiga - Kebri Dehar - Kelafo - Webera - Welwel und Warder |